# Delopleurus gilletti
Delopleurus gilletti là một loài bọ cánh cứng trong họ Bọ hung (Scarabaeidae).